# Eiserne Hand (Götz von Berlichingen)

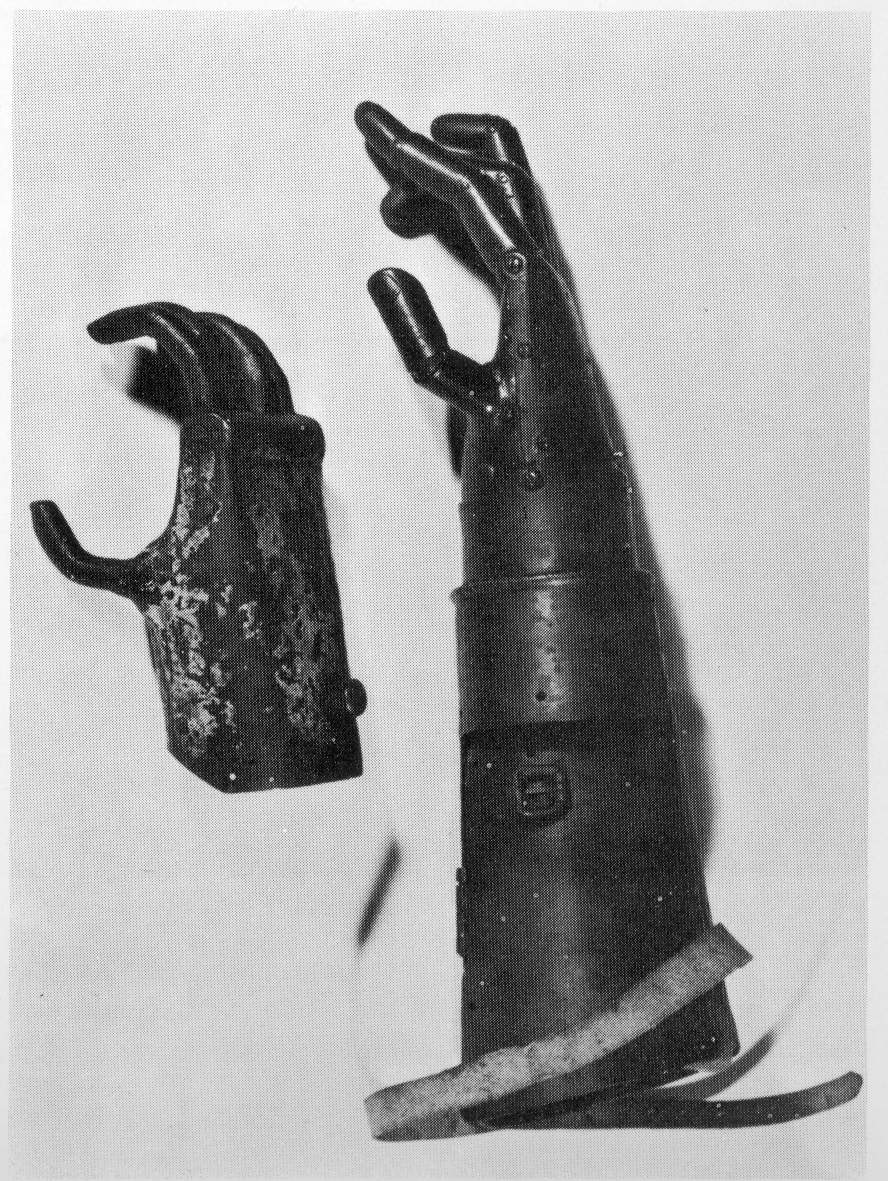
Die beiden Handprothesen des Götz von Berlichingen

Als Eiserne Hand oder Jagsthäuser Hand werden zwei dem Ritter Gottfried „Götz“ von Berlichingen zugeschriebene passive Handprothesen aus dem 16. Jahrhundert bezeichnet, deren jüngere wesentlich bekannter ist. Beide Eisernen Hände sind heute im Museum der Götzenburg Jagsthausen ausgestellt. Im weiteren Sinne bezeichnet der Begriff „Eiserne Hand“ eine größere Gruppe ähnlicher Prothesen aus der Zeit des späten Mittelalters beziehungsweise der frühen Neuzeit.

## Hintergrund
Götz von Berlichingen verlor seine rechte Hand 1504 durch den Schuss einer Feldschlange verbündeter Truppen während des Landshuter Erbfolgekrieges. Die Kugel traf nach Götz’ Schilderung den Schwertknauf, woraufhin dieser zersplitterte. Die Splitter trafen die Hand und trennten sie ungefähr auf Höhe des Knöchels vom Arm. Die Wucht des Einschlages sei so groß gewesen, dass er sich wunderte, nicht vom Pferd gerissen worden zu sein.
Ein alter Knappe habe ihn danach ans Ende des Lagers geführt, wo ihm ein Wundarzt, aus Vorsorge gegen einen Wundbrand, die Hand ablöste, die nur noch an etwas Haut hing. Weitere Angaben über die Wundbehandlung sind nicht überliefert.
Götz berichtet in seiner Autobiografie selbst, der Gedanke an eine Kunsthand sei ihm auf dem Krankenbett gekommen, als er sich an einen Reiter namens Kochle erinnerte, der ebenfalls eine eiserne Hand besessen habe.
Im Jahr 1512 gab ein Gefangener in Nürnberg zu Protokoll, „er hab auch Gotzen von Berlichingen mit der ein hand eigentlich gesehen, hab an der eysinen Hand ein handschuch gehabt.“:S. 12
Die erste Erwähnung von Götz von Berlichingen mit der isern hand stammt aus dem Jahr 1518.:S. 211
Eiserne Handprothesen waren zur Zeit des Götz von Berlichingen keineswegs neu, obwohl die „Götzhand“ ohne Zweifel die bekannteste ihrer Art ist. Die Verbreitung von Konstruktionen in der Art der ersten Eisernen Hand, mit jeweils paarweise (Altruppiner Hand) oder auch nur in einem einzigen Block (Erste Hand aus Florenz):S. 210f. beweglichen Fingern lassen darauf schließen, dass es schon Ende des 15. Jahrhunderts „eine europäische Entwicklung oder aber zumindest einen eifrigen Wissensaustausch und Technologietransfer innerhalb des gesamten Kontinents“ (Liebhard Löffler):S. 210 gab. Das Konstruktionsprinzip hielt sich über mehrere Jahrhunderte.

## Die erste „Eiserne Hand“

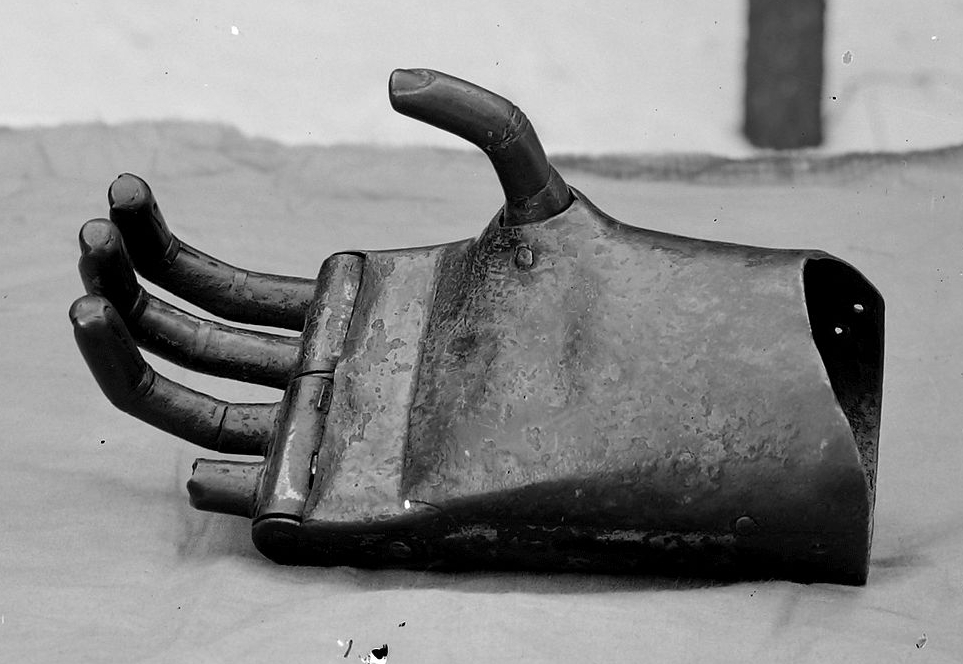
Die erste „Eiserne Hand“, unrestaurierter Zustand mit abgebrochenem kleinem Finger.

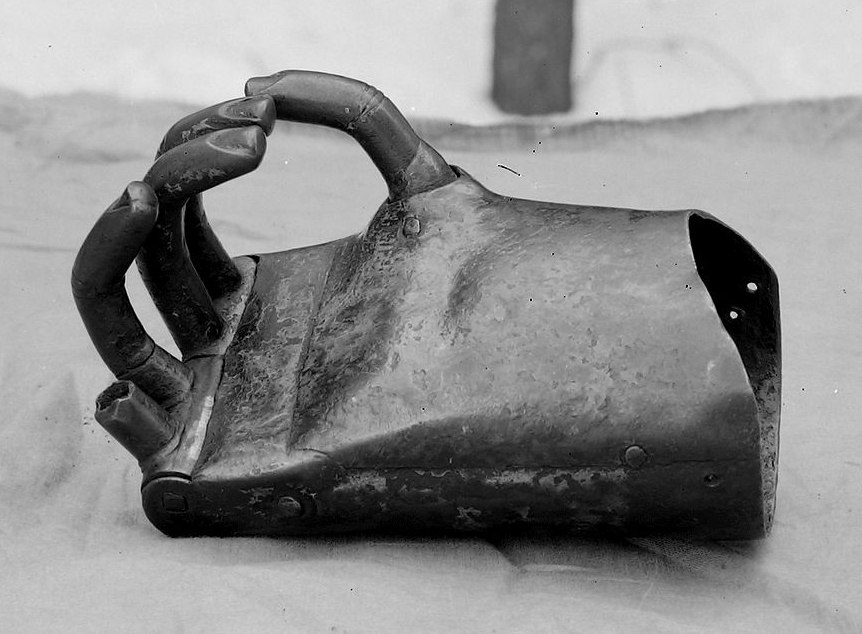
Ersthand, Finger gebeugt

Die erste Eiserne Hand ist eine passive Handprothese aus Eisenblech,:S. 120 die etwa 1504–1510:S. 2 entstand und „dem Standard jener Zeit“ entsprach.:S. 25
Insbesondere der Altruppiner Hand ähnelt sie in ihrer Konstruktion und Ausführung stark.:S. 20 :S. 211
Von den beiden Jagsthäuser Händen ist sie die „zweifellos ältere“.:S. 18
Sie ist wesentlich einfacher aufgebaut als die zweite Götzhand, aber es handelt sich keineswegs um eine „primitive Art von Kralle“ (Helgard Ulmschneider).:S. 22
Die Mechanik ist komplex und ähnelt mit Blattfedern und Sperrklinken im Grunde einem Batterieschloss.:S. 22ff.
Die hohl ausgeführten:S. 22 Finger lassen sich paarweise bewegen, also je zwei Finger zusammen. Bei der Bewegung des linken Fingerblocks (Zeige- und Mittelfinger) wird über einen Hebelmechanismus zugleich auch der Daumen – in entgegengesetzter Richtung – bewegt. Durch Druck auf einen auf dem Handrücken angebrachten Knopf springen sämtliche Finger durch Federkraft wieder in die gestreckte Ausgangslage.
Die Blechstärke beträgt etwa 1 mm, der erhaltene Korpus ist 13 cm lang, am Handrücken 7 cm breit und rund 600 g schwer. Die Finger sind 7 cm lang, der Daumen 5 cm.:S. 32
Alle Achsen sind fest vernietet, sodass sich die Prothese nicht zerstörungsfrei zerlegen lässt.:S. 23
Reste von Ölfarbe zeigen, dass diese erste Götzhand ursprünglich fleischfarben bemalt war.:S. 22
Ein Unterarmstulp war ehemals starr angenietet,:S. 22 ist jedoch nicht erhalten. Vermutlich war er aus Metall und zur Gewichtserleichterung korbartig gefenstert wie bei der Altruppiner Hand und der Eisernen Hand im Hessischen Landesmuseum Darmstadt.:S. 30
Zu dieser ersten Eisernen Hand ist wenig überliefert, allerdings lassen die starken Gebrauchsspuren darauf schließen, dass Götz sie im Alltag wohl häufiger verwendete als ihr aufwändigeres Pendant. Ein abgebrochener kleiner Finger (siehe Abbildungen) wurde erst 1980 ergänzt.:S. 21 Der praktische Nutzen der Prothese ist aber durch die lediglich dreistufige:S. 23 Rastung der Finger eher eingeschränkt.
Möglicherweise konnte Götz Zügel oder auch einen Schild damit halten.
Forscher der Hochschule Offenburg, die im Jahr 2017 mit Hilfe von Computer-Aided Design und 3D-Druck eine Rekonstruktion dieser ersten Eisernen Hand anfertigten, hielten die Prothese dagegen für „absolut funktional“. Es sei möglich, mit ihr zu schreiben und „gut Gegenstände wie etwa ein Smartphone oder Weinglas“ zu halten.

## Die zweite „Eiserne Hand“

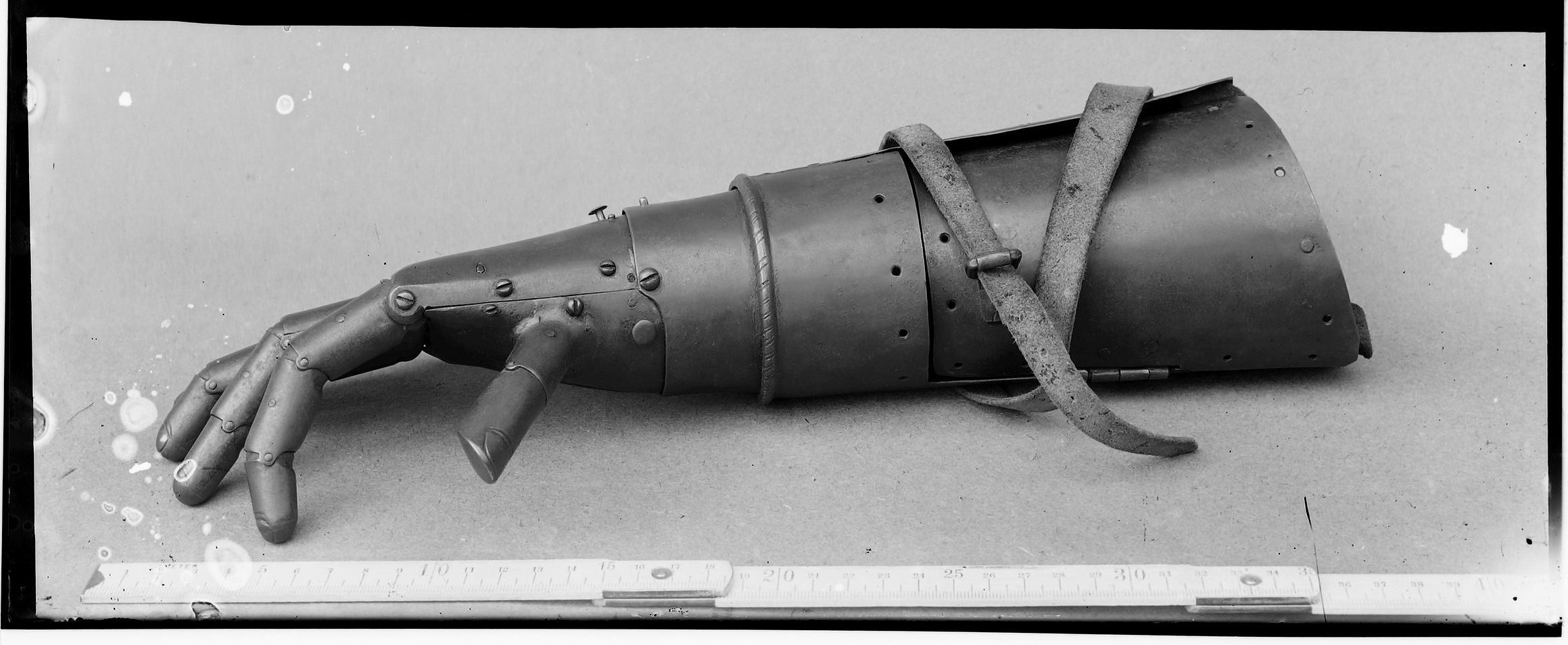
Die zweite „Eiserne Hand“ mit gestreckten Fingern

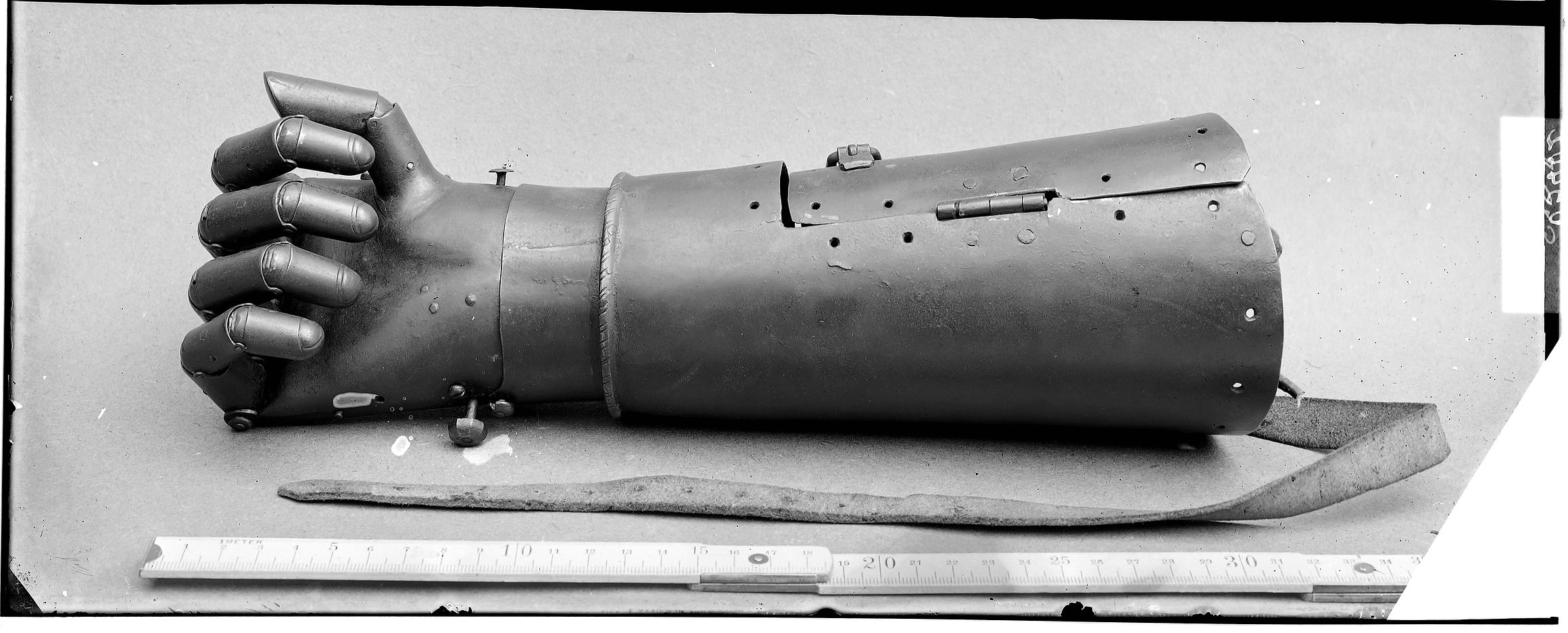
Die Zweithand mit gebeugten Fingergliedern

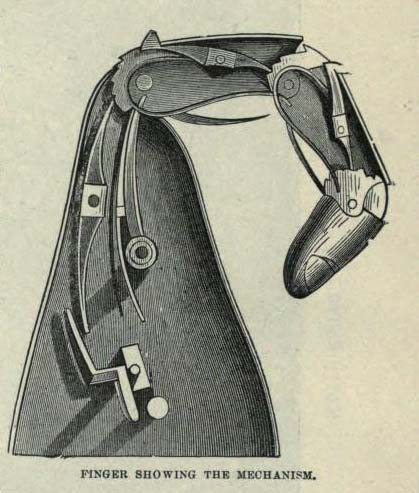
Fingermechanismus

Die zweite Eiserne Hand ist die weitaus bekanntere. Sie entstand „um das Jahr 1530,“:S. 115ff. damit wäre sie also rund zwanzig Jahre jünger als die Ersthand. Die Mechanik der passiven Handprothese basiert auf denselben konstruktiven Grundprinzipien wie die der Ersthand, ist jedoch wesentlich komplexer ausgeführt. Im Vergleich zum „genialen“ (Günter Quasigroch) Mechanismus ist die Plattnerarbeit allenfalls mittelmäßig, der Hersteller war also wohl eher ein Mechaniker als ein Waffenschmied.:S. 117
Der Mechanismus befindet sich ausschließlich in der eigentlichen Hand, während die Armschiene (Stulp) nur der Befestigung der Prothese am Unterarm dient. Sie lässt sich aufklappen und wird mit zwei Lederriemen und Schnallen geschlossen.
Die vier Finger sind einzeln in 3 Gelenken, der Daumen in 2 Gelenken artikulierbar ausgeführt.:S. 211
Mit der gesunden Hand musste der Träger die Fingerglieder der Prothese in die gewünschte Position bringen, wo sie durch einen Sperrklinkenmechanismus (Gesperr) arretierten.
Zwei Knöpfe dienten dazu, den Daumen beziehungsweise die vier übrigen Finger durch Federkraft wieder in die Normalstellung (offene Hand) zu bringen.
Aufgrund des Mechanismus ist die Betätigung der Handprothese recht laut.
Nach Drücken eines dritten Knopfes lässt sich das „Handgelenk“ abwinkeln – allerdings nur um etwa 15°, weit weniger als die menschliche Hand. Die vergleichsweise schwach ausgeführte Sperre ist außerdem der Schwachpunkt der gesamten Konstruktion.:S. 113
Die eigentliche Hand lässt sich gegenüber dem Armstulpen außerdem auch rotieren (Pronation beziehungsweise Supination),:S. 2 das wulstförmige Radiallager ähnelt dem eines „im Kragen umgehenden“ Helms.:S. 110f. Die Feststellung erfolgt hier nur durch Reibung, eine gesonderte Sperrvorrichtung gibt es nicht. Christian von Mechel erkannte diese Bewegungsebene bei seiner ansonsten sehr genauen Beschreibung der Kunsthand nicht.:S. 14
Die zweite Eiserne Hand ist im Ganzen 37 cm lang:S. 211 und wiegt etwa 1,5 kg.
Im Gegensatz zur Ersthand war sie nicht fleischfarben bemalt, sondern wurde möglicherweise stattdessen in Verbindung mit einem Handschuh getragen.:S. 119
Angeblich konnte Götz mit der Prothese sowohl ein Schwert als auch einen Federkiel halten. Letzteres gelang Quasigroch im Versuch tatsächlich, was mit der Ersthand noch unmöglich gewesen wäre.:S. 112f.
Außerdem konnte in Versuchen auch der Abzug einer Hakenbüchse, wie Götz sie verwendete, mit der Prothese betätigt werden.
Die Arretierung der Finger erfolgt jedoch auch bei dieser Prothese nicht stufenlos, ein Schwert oder eine Lanze konnte man damit nicht wirkungsvoll greifen. Zum Kampf eignete sich die empfindliche Mechanik ohnehin nicht.
Bei endoskopischen Untersuchungen beider Prothesen zeigte die erste Eiserne Hand weitaus mehr Gebrauchsspuren. Die Vermutung liegt nahe, dass es sich bei der jüngeren Prothese eher um eine „Sonntagshand“ handelte.:S. 211

## Rezeption
Johann Wolfgang von Goethe machte die „Götzhand“ durch sein Drama Götz von Berlichingen mit der eisernen Hand bekannt. In der Folge entstand ein regelrechter „Reliquienkult“.:S. 19
Die Leistungsfähigkeit der Konstruktion wurde in der romantisierenden Vorstellung jedoch überschätzt.:S. 28 Da beide Prothesen passiv sind, eignen sie sich lediglich zum Halten von Gegenständen unter Mithilfe der gesunden – bei Götz linken – Hand. Ein Schwert oder eine Lanze führen, zumal mit Kraft, konnte man damit sicher nicht. Götz schrieb jedenfalls mit der Linken, nicht mit der Kunsthand,:S. 22 und es ist wahrscheinlich, dass er auch mit der Linken kämpfte.:S. 30
Die „Eiserne Hand“ ist Bestandteil der Wappen der Gemeinden Jagsthausen und Schöntal sowie des Logos der Burgfestspiele Jagsthausen. Auch das Truppenkennzeichen der 17. SS-Panzergrenadier-Division „Götz von Berlichingen“ zeigte sie.

Wappen der Gemeinde Jagsthausen
Wappen der Gemeinde Schöntal
Logo der Burgfestspiele Jagsthausen

## Medizingeschichte
Die „Zweithand“ spielte auch in der neueren Medizin eine Rolle.
Die erste willkürlich, also ohne Unterstützung der gesunden Hand, bewegliche Armprothese entwickelte der Berliner Zahnarzt Peter Baliff um 1812. Diese Kunsthand ähnelte äußerlich sehr der jüngeren Götzhand, die Baliff sich zum Vorbild genommen hatte.:S. 89
Auch weitere frühe moderne Kunsthände wie die von Margarethe Caroline Eichler aus dem Jahr 1836 übernahmen Konstruktionsmerkmale der Eisernen Hand.:S. 91ff.
Mit dem Ersten Weltkrieg stieg der Bedarf an Prothesen für die oberen und unteren Extremitäten in Europa deutlich an.  Robert Forrer berichtet, dass die in Straßburg ausgestellte Balbronner Hand bei den verwundeten deutschen Soldaten größtes Interesse hervorrief.
Im Jahr 1916 lieh sich der deutsche Chirurg Ferdinand Sauerbruch die Prothese von der Familie Berlichingen, um ihre Funktion zu studieren. Sauerbruch berichtete später, der „sinnreiche Mechanismus“ der Götzenhand habe ihm wertvolle Anregungen bei der Entwicklung des sogenannten Sauerbruch-Arms geliefert, der als die erste moderne Unterarmprothese gilt.

## Herkunft und Verbleib der Prothesen

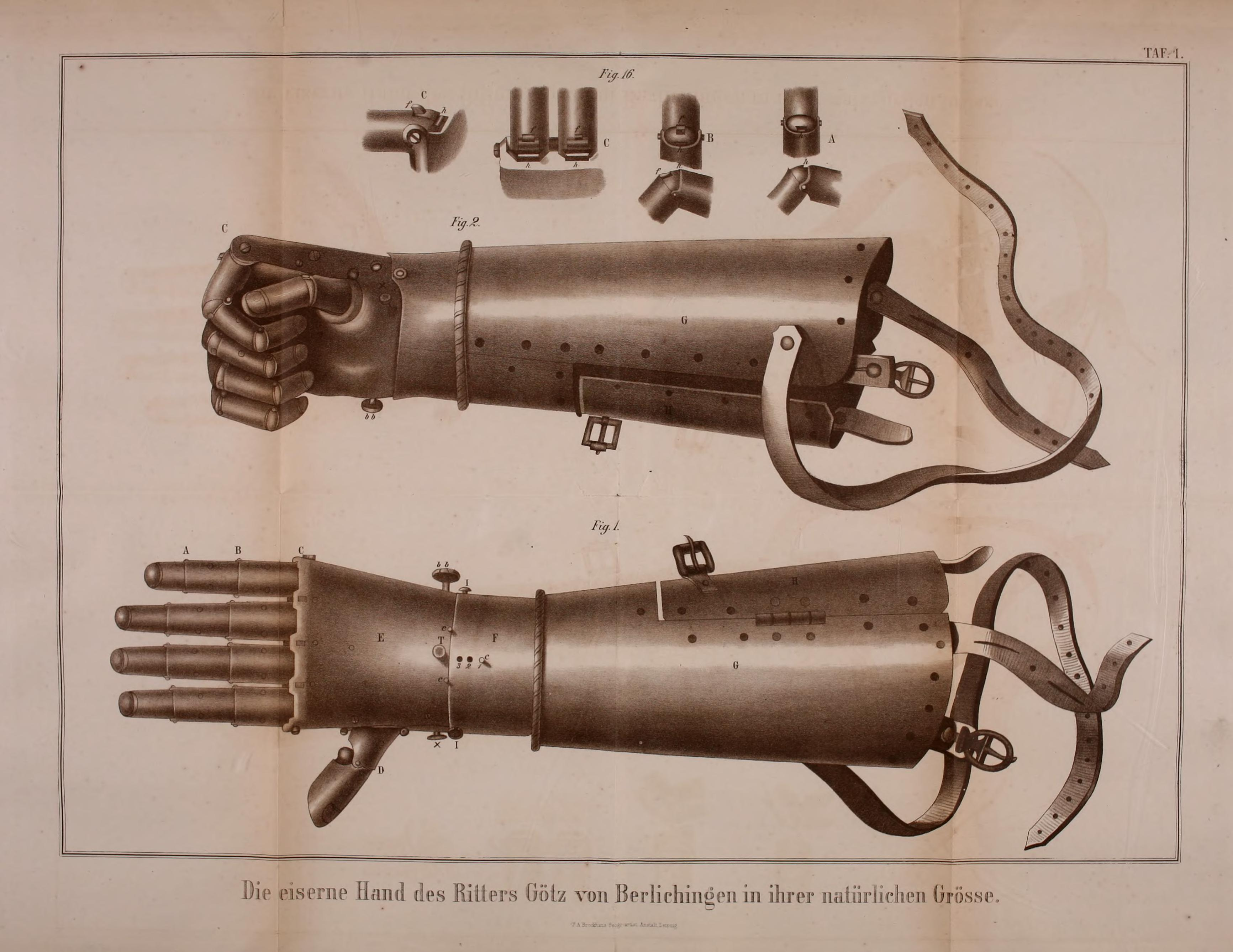
Christian von Mechels Stich der bekannteren Zweithand

Als Urheber der Götzhand wird in der Literatur gelegentlich ein „Dorfschmied zu Olnhausen“ (historisch auch Ollhausen) genannt.
Quasigroch vermutet, dass Götz die – beschädigte und unvollständige – „Ersthand“ bei dem besagten Schmied lediglich in Reparatur gegeben hat, dieser jedoch vorzeitig starb.:S. 20
In den wenigen zeitgenössischen Berichten gibt es keine Hinweise auf den Herstellungsort.:S. 14
Laut Götz von Berlichingen-Rossach sei die Zweithand nach Götz’ Tod „durch Heirath an die Familie von Hornstein“ gekommen.:S. 472 Erst 1788 soll sie wieder an die Familie von Berlichingen zurückgegangen sein. Die ältere Hand sei hingegen durchgehend in Familienbesitz geblieben.:S. 475
Die Darstellung Berlichingen-Rossachs ist jedoch aufgrund einiger Ungereimtheiten zumindest anzuzweifeln,:S. 104 weshalb der genaue Verbleib der jüngeren Eisernen Hand bis ins 18. Jahrhundert unklar ist.
Die Balbronner Hand aus dem Grab des Ritters Hans von Mittelhausen († 1564) mit nahezu identischer Mechanik bestätigt jedoch ihre Datierung und Echtheit.:S. 103
Beide Prothesen stammen mit hoher Wahrscheinlichkeit vom selben, möglicherweise Nürnberger oder Augsburger, Hersteller.:S. 118
Der Hofrat Christian von Mechel zerlegte Anfang des 19. Jahrhunderts die Hand im Auftrag der Gräfin Franziska von Berlichingen.:S. 473
Er beschrieb die Details des Mechanismus sehr ausführlich und fertigte einige detaillierte Stahlstiche an.:S. 473
Bis zur Demontage zumindest war die Prothese einwandfrei funktionsfähig.:S. 105
Beide Eiserne Hände sind heute im Museum der Götzenburg Jagsthausen ausgestellt. Neben den beiden in Jagsthausen aufbewahrten Händen wird noch eine dritte, die sogenannte Grüninger Hand (lange Zeit aufbewahrt im Schloss Grüningen, heute im Deutschen Historischen Museum) Götz zugeschrieben. Es handelt sich hierbei jedoch um eine vollständige Unterarmprothese mit beweglichem Ellenbogengelenk,:S. 18ff. was nicht zu den anderen beiden Prothesen und den von Götz beschriebenen Verletzungen passt.